# پدر دیمیان
پدر دیمیان (هلندی: Pater Damiaan؛ زاده ۳ ژانویهٔ ۱۸۴۰ – درگذشته ۱۵ آوریل ۱۸۸۹) یک قدیس مسیحی اهل بلژیک بود.